# Ümit Özat
Ümit Özat (Ancara, 30 de outubro de 1976) é um treinador e ex-futebolista turco que atuava como lateral-esquerdo. Atualmente está sem clube.

## Carreira
Quando jogador, teve uma passagem de destaque pelo Fenerbahçe entre 2001 e 2007. Representando a Seleção Turca, disputou a Copa do Mundo de 2002.

## Títulos
Fenerbahçe
- Süper Lig: 2003–04, 2004–05 e 2006–07